# Wolost
Eine Wolost (russisch Волость) ist eine traditionelle Verwaltungseinheit der Rus von etwa der Größe einer Landgemeinde.

## Geschichte
In der frühen ostslawischen Geschichte war „Wolost“ die Bezeichnung für ein Gebiet, das durch einen Fürsten –, entweder als absoluter Herrscher oder mit unterschiedlichem Grad der Autonomie vom Weliki Knjas (Großfürst) – regiert wurde.
Vom Anfang des 14. Jahrhunderts an stand die Bezeichnung „Wolost“ für administrative Einheiten des Großfürstentums Litauen, Polens, des Großfürstentums Moskau und des Zarentums Russland, später im Russischen Kaiserreich als Teil eines Ujesd.
Nach der Abschaffung der Leibeigenschaft in Russland im Jahr 1861 wurden Woloste Einheiten der lokalen Selbstverwaltung der Bauern. Die Woloste wurden durch die sowjetische Verwaltungsreform in den Jahren 1923–1929 abgeschafft. Als modernes Äquivalent von Wolost und Ujesd entstanden Dorfsowjets (respektive die durch sie verwalteten Gebiete und Ortschaften) und Rajons („Bezirke“).

## Heutige Verwendung
Nach dem Zerfall der Sowjetunion wurde in der Russischen Föderation der Begriff „Wolost“ zunächst wieder im administrativen System Kareliens verwendet, wo 1994 eine Wepsische Nationalwolost mit den Status eines Rajons eingerichtet, jedoch 2005 wieder aufgelöst wurde.
Nach der Munizipalreform in Russland werden „Landgemeinden“ (selskoje posselenije) verschiedener Föderationssubjekte als „Wolost“ bezeichnet, haben dabei einen identischen Status als Teile von Rajons: flächendeckend in der Oblast Pskow, sowie eine einzelne Wolost in der Oblast Kaluga. In anderen Gebieten, wie den Oblasten Samara, Leningrad und Tula, wurde der nach 1990 eingeführte Begriff im Rahmen der Reform wieder abgeschafft.

## Quelle
- Wolost auf dic.academic.ru (russisch)